# Wo sławu wielikim!
Wo sławu wielikim! (Во славу великим!) – trzeci album studyjny rosyjskiej grupy Arkona, wydany 28 września 2005 roku nakładem Sound Age Production.

## Lista utworów
1. "Intro (Kołomyjka)" – 1:31
2. "Skwoz´ tuman wiekow" – 5:10
3. "Rus´ iznaczalnaja" – 5:43
4. "Wo sławu wielikim!" – 5:37
5. "Po syroj ziemle" – 7:39
6. "Tuman jarom" – 2:50
7. "Zow bitwy" – 4:08
8. "Wiedy proszłogo" – 5:21
9. "Wielikdień" – 00:56
10. "Gniew wriemion" – 5:11
11. "Na Swarogowoj dorogie" – 5:09
12. "Wyjdi, wyjdi Iwanku..." – 1:12
13. "Wosstanije Roda" – 5:27
14. "Siła Sławnych" – 5:32

Utwór "Tuman jarom" jest ukraińską pieśnią ludową, zaś utwór "Wyjdi, wyjdi Iwanku..." rosyjską pieśnią ludową.

## Lista utworów wjęzyku rosyjskim[1]
1. "Интро (Коломыйка)"
2. "Сквозь туман веков"
3. "Русь изначальная"
4. "Во славу великим!"
5. "По сырой земле"
6. "Туман яром"
7. "Зов битвы"
8. "Веды прошлого"
9. "Великдень"
10. "Гнев времён"
11. "На Свароговой дороге"
12. "Выйди, выйди Иванку..."
13. "Восстание Рода"
14. "Сила Славных"

## Twórcy[1]
- Masza "Scream" Archipowa – wokal, chórki, instrumenty klawiszowe, gitara akustyczna
- Siergiej "Lazar" – gitara, wokal, chórki
- Rusłan "Kniaz" – gitara basowa
- Wład "Artist" – perkusja

### Inni muzycy
- Władimir Czeriepowski - instrumenty ludowe
- Ilja "Wolfenhirt" - wokal, chórki
- Igor "Hurry" – akordeon
- Andriej Karasiow – skrzypce